# Karusasaurus jordani
Karusasaurus jordani — вид ящірок родини поясохвостів (Cordylidae). Ендемік Намібії. Вид названий на честь німецько-британського ентомолога Карла Йордана.

## Поширення і екологія
Karusasaurus jordani широко поширені у внутрішніх районах Намібії. Вони живуть в сухих саванах, де трапляються на скелястих схилах пагорбів та в тріщинах серед скель. Зустрічаються на висоті від 1000 до 1800 м над рівнем моря. Живородні.